# Parc de Bercy
Parc de Bercy é um parque público localizado ao longo da Rive Droite no 12.º arrondissement de Paris. O desenvolvimento começou em 1994 no local de um antigo depósito de vinho, antes de uma abertura oficial três anos depois pelo prefeito Jean Tiberi.
Composto por três jardins diferentes em temas diversos e conectados por pontes pedonais, o Parc de Bercy é o décimo maior parque de Paris. É acessível pelas estações de metrô Bercy e Cour Saint-Émilion, bem como por uma ponte pedonal para a unidade François Mitterrand da Biblioteca Nacional da França (BnF), do outro lado do Sena. A AccorHotels Arena, coloquialmente conhecida como Bercy em Paris, está localizada na extremidade norte do parque.